# باد اندروز
باد اندروز (بالإنجليزية: Bud Andrews)‏ هو صحفي ودي جيه أمريكي، ولد في 5 يوليو 1940 في لوبوك في الولايات المتحدة، وتوفي بنفس المكان في 30 أغسطس 2014.